# ダラマン空港
ダラマン空港（トルコ語: Dalaman Havalimanı、英: Dalaman Airport）は、トルコ共和国南西部にある国際空港である。トルコ南西部の主要3空港の1つで、その他はミラス＝ボドルム空港とアンタルヤ空港。古いターミナルは国内線用、新しいターミナルは国際線用。トルコ、ヨーロッパ、北アフリカ、中東の他の地域の120を超える目的地との間で航空路線を利用できる。

## 歴史
ダラマン空港の建設は1976年に開始され、1981年に飛行場として開港した。1989年に空港に昇格し、面積は615万m²である。新しいダラマン国際ターミナルの建設には約1億5000万ドルの費用がかかり、トルコで3番目に大きなターミナルビルである。
空港には搭乗ゲートが12ヶ所あり、そのうち8ヶ所は屋根付きのボーディング・ブリッジである。エプロンも再設計され、リモートスタンドのスペースが増え、一度に最大35の航空路線を処理する能力がある。

## 統計

### 利用者数
元のウィキデータクエリを参照してください.